# Lophiosilurus alexandri
Lophiosilurus alexandri é um peixe (bagre, ordem Siluriformes) da família Pseudopimelodidae, e a única espécie do gênero monotípico Lophiosilurus. É uma espécie nativa da bacia do rio São Francisco. É chamado comumente de pacumã, ou variantes como pocomã e pacamão (nas regiões do baixo, submédio e médio São Francisco). Já no médio e baixo São Francisco é chamado de niquim, menção ao venenoso peixe marinho com esse nome e, ainda, de forma mais comercial, linguado do São Francisco.

## Nomenclatura
O nome popular "pacumã" e suas variantes deriva da língua indígena tupi. O dicionário de Tupi antigo - Português registra paka-mõ como um termo da ictiologia, significando "pacamão, peixe-sapo, bagre-sapo, enxaroco, nomes de um peixe da família dos pimeiodídeos, gênero Raminus ou Rhamdia". O dicionário Michaelis também aponta a origem do nome no tupi, na palavra pakamó.
A semelhança entre o nome popular "pacumã" e o personagem Pac-Man, lançado em 1980, levou alguns a especularem que o nome popular seria em homenagem ao video-game. A semelhança física, ambos amarelados, com bocas grandes, fez com que recebesse o nome popular "Pac-Man catfish" em inglês.
A espécie foi descrita pela primeira vez por Steindachner, em 1876. O epíteto específico "alexandri" é em homenagem a Alexander Agassiz, diretor do Museu Zoológico de Cambridge, Massachusetts.
A espécie tem como sinônimo Pseudopimelodus agassizii, um nome também descrito por Steindachner em 1880, e considerado sinônimo por Shibatta e colaboradores em 2021. Shibatta também considerou sinônimos os gêneros Lophiosilurus e Cephalosilurus, mantendo apenas o primeiro, por ser mais antigo.

## Habitats e hábitos
O L. alexandri é oriundo dos rios que integram o sistema do rio São Francisco, mas tem-se que foi introduzido na bacia do rio Doce, onde não havia até 2007 estudos sobre o impacto sobre as demais espécies ali, sendo considerada invasora e cuja introdução pode ter sido facilitada pela proximidade entre as duas bacias. Tem hábitos sedentários, e prefere ambientes lênticos.
Vive camuflado no fundo dos rios e lagos, onde se enterra na areia à espreita das presas ficando somente com os olhos para fora, hábito alimentar que certamente provocou a convergência evolutiva com o chaca. Carnívoro (piscívoro), caça especialmente no período noturno.

## Características
Tem a cabeça achatada, com a boca voltada para cima, área de onde saem três pares de barbilhões sensoriais. Tem a mandíbula ressaltada, com dentes à mostra e extrapolando o maxilar superior. O corpo é comprimido como a cabeça, revestido de couro e com cor marrom e pintas escuras. Pode superar 70 cm de comprimento e peso de 8 kg.

### Reprodução
Não ocorre migração no período reprodutivo, que ocorre durante todo o ano, com diminuição nos meses frios quando, se houver baixa acentuada na temperatura da água, deixa de acontecer. Os machos se encarregam dos cuidados com a prole.
Estudo realizado na bacia do rio Doce descreveu os aparelhos reprodutores nos machos e fêmeas: "os testículos são órgãos pares, franjados e apresentam regiões cranial espermatogênica e caudal espermatogênica e secretora", ao passo que "os ovários são órgãos pares, saculiformes e, histologicamente, apresentam lamelas ovígeras que contém as células da linhagem ovogênica". Tem-se, ainda, que "os ovócitos foram classificados em quatro fases de desenvolvimento, com base em suas características histológicas e das camadas que os circundam" e os ovos são adesivos, cabendo ao pai cuidar da massa de ovos e dos alevinos na fase larval.

## Pesca e criação
É considerado o peixe mais saboroso dentre os nativos da bacia são-franciscana, com alto rendimento de filé e ausência de espinhos intramusculares, bastante apreciado na pesca tradicional. Possui grande potencial na aquicultura.
Embora os estudos para piscicultura do L. alexandri sejam incipientes, seus hábitos rústicos, resistência aos baixos níveis de oxigênio a teores altos de amônia, aceitação de alimentos inertes, dentre outros fatores, favorecem a criação em cativeiro da espécie.